# 金忠善
金忠善（韓語：김충선，1571年—1642年）字善之（선지），號慕夏堂（모하당），朝鲜王朝時期人物。

## 生平
本名岡本越後守，原名沙也可（さやか），曾是萬曆朝鮮戰爭時期日本加藤清正右軍的將領。當他剛踏上朝鮮的土地時，立即背叛了日本，向慶尚道守將朴晉投降。此後他效力于朝鲜王朝传授製造铁炮技术，並在東萊和蔚山的海戰中擊敗日本侵略軍，建立功績。權慄、韓浚謙等人奏請賜名「金忠善」（獲封正二品正憲大夫），成為金海金氏一族的成員。
1598年萬曆朝鮮戰爭結束後，金忠善奉命守衛朝鲜王朝的北方邊境達十年之久。1624年，李适謀反，擁立朝鮮仁祖的叔父興安君李瑅為王，史稱「李适之亂」。金忠善支持仁祖反正，捕斬李适的部將徐牙之。1636年，清朝軍隊入侵朝鮮（史稱「丙子胡亂」），金忠善奉命防禦，殺清兵500人，擊退了清朝的進攻。此後金忠善退隱，遷居大邱，娶張春點的女兒為妻，潛心研究儒學。
著有《慕夏堂文集》。今大韓民國大邱廣域市的鹿洞書院，據說是後世為了紀念他而興建，為日本遊客到大邱必訪景点。

## 相關人物
- 山崎二休